# Le Secret des Flamands
Le Secret des Flamands est un feuilleton télévisé belgo-franco-italo-suisse en quatre épisodes de 52 minutes, créé par Jean-Louis Roncoroni et réalisé par Robert Valey. Il a été diffusé du 3 au 24 janvier 1974 sur la deuxième chaîne de l'ORTF.

## Synopsis
Inspiré de l'ouvrage La Vie des meilleurs peintres, sculpteurs et architectes du peintre Giorgio Vasari, ce feuilleton historique, où s'entremêlent trahisons, enlèvements, meurtres et enquêtes policières, relate la découverte par les Italiens du secret de la peinture flamande vers 1470. 

## Fiche technique
- Réalisation : Robert Valey
- Scénario : Andreas Rozgony et Karl Heinz Willschrei
- Dialogue : Jean-Louis Roncoroni
- D'après Les Vies des meilleurs peintres, sculpteurs et architectes de Giorgio Vasari
- Photographie : Sacha Vierny
- Son : Christian Vallée
- Décors : Jean-Jacques Caziot
- Costumes : Marie-Thérèse Respens
- Montage : Claire-Lise Nef
- Musique : Jacques Loussier
- Directeur de production : Georges Glass
- Administration de production : Georges Gillet
- Production : ORTF (France) / RTBF (Belgique) / RAI (Italie) / SSR (Suisse)
- Avec le concours de : Télé Pool / Saga Film / Technisonor
- Langue originale : français
- Format : couleur — 1,33:1 —  son mono
- Genre : feuilleton historique
- Durée : 4 x 52 minutes
- Dates de diffusion France : du 3 au 24 janvier 1974 sur la deuxième chaîne de l'ORTF

## Distribution
- Jean-Claude Dauphin : Antonello di Terracina (inspiré d'Antonello da Messina)
- Isabelle Adjani : Maria Cavalieri
- Catherine Anglade : Angela, la gouvernante de Maria
- Raymond Gérôme : Palestrino Cavalieri
- Jean-Paul Frankeur : Hugo van der Goes
- Georges Rouquier : Battestini
- Gérard Hérold : Le roi Alphonse V
- Gabriel Gobin : Petrus Christus
- Martine Pascal : Silvana Venturi
- Jacques Molle : le cavalier
- Jacques Deschamps : Pitt
- Robert Valey : Eusebio Domenico
- Françoise Bette : la servante
- Fernand Guiot : le gardien
- Michel Winter : l'homme à la main de fer
- Kashmire : le domestique
- Marco Bonetti  : Botticelli
- Francis Lax